# Куп европских шампиона 1960/61.
Куп европских шампиона 1960/61. је било 6. издање Купа шампиона, најјачег европског клупског фудбалског такмичења. Финале је одиграно 31. маја 1961. на Ванкдорф стадиону у Берну. У том мечу Бенфика је победила са 3:2 Барселону, која је избацила Реал Мадрид у првом колу, освајача претходних пет издања овог такмичења. 

## Квалификације
| Екипа 1         | Рез. | Екипа 2                | 1 утакмица | 2 утакмица |
| --------------- | ---- | ---------------------- | ---------- | ---------- |
| Хартс           | 1:5  | Бенфика                | 1:2        | 0:3        |
| Црвена звезда   | 1:5  | Ујпешт Дожа            | 1:2        | 0:3        |
| Фредрикстад     | 4:3  | Ајакс                  | 4:3        | 0:0        |
| Орхус           | 3:1  | Легија Варшава         | 3:0        | 0:1        |
| Јувентус        | 3:4  | ЦДНА Софија            | 2:0        | 1:4        |
| ХИФК            | 2:5  | ИФК Малме              | 1:3        | 1:2        |
| Рапид Беч       | 4:1  | Бешикташ               | 4:0        | 0:1        |
| Лимерик         | 2:9  | Јанг бојс              | 0:5        | 2:4        |
| Стеауа Букурешт | -1   | Спартак Храдец Кралове | –          | –          |
| Гленавон        | -2   | Висмут Карл Маркс Штат | –          | –          |
| Ремс            | 11:1 | Женес                  | 6:1        | 5:0        |
| Барселона       | 5:0  | Лирс                   | 2:0        | 3:0        |

Напомена: Реал Мадрид, Панатинаикос, Барнли и Хамбургер су се директно пласирали у прво коло.
1 Стеауа Буурешт се повукла из такмичења.
2 Гленавон се повукао из такмичења.

## Прво коло
| Екипа 1                | Рез. | Екипа 2                | 1 утакмица | 2 утакмица |
| ---------------------- | ---- | ---------------------- | ---------- | ---------- |
| Бенфика                | 7:4  | Ујпешт Дожа            | 6:2        | 1:2        |
| Орхус                  | 4:0  | Фредрикстад            | 3:0        | 1:1        |
| Рапид Беч              | 3:31 | Висмут Карл Маркс Штат | 3:1        | 0:2        |
| ИФК Малме              | 2:1  | ЦДНА Софија            | 1:0        | 1:1        |
| Реал Мадрид            | 3:4  | Барселона              | 2:2        | 1:2        |
| Спартак Храдец Кралове | 1:0  | Панатинаикос           | 1:0        | 0:0        |
| Барнли                 | 4:3  | Ремс                   | 2:0        | 2:3        |
| Јанг бојс              | 3:8  | Хамбургер              | 0:5        | 3:3        |

1 Рапид Беч победио Висмут Карл Маркс са 1:0 у утакмици разигравања и прошао у четвртфинале.

## Четвртфинале
| Екипа 1   | Рез. | Екипа 2                | 1 утакмица | 2 утакмица |
| --------- | ---- | ---------------------- | ---------- | ---------- |
| Бенфика   | 7:2  | Орхус                  | 4:1        | 3:1        |
| Рапид Беч | 4:0  | ИФК Малме              | 2:0        | 2:0        |
| Барселона | 5:1  | Спартак Храдец Кралове | 4:0        | 1:1        |
| Барнли    | 4:5  | Хамбургер              | 3:1        | 1:4        |

## Полуфинале
| Екипа 1   | Рез. | Екипа 2   | 1 утакмица | 2 утакмица |
| --------- | ---- | --------- | ---------- | ---------- |
| Бенфика   | 4:1  | Рапид Беч | 3:0        | 1:1        |
| Барселона | 2:21 | Хамбургер | 1:0        | 1:2        |

1 Барселона победила Хамбургер са 1:0 у утакмици разигравања и прошла у финале.

## Финале
| Бенфика                                       | 3 – 2 | Барселона             |
| --------------------------------------------- | ----- | --------------------- |
| Агуаш 30’ · Рамаљетс 32’ (а. г.) · Колуна 55’ |       | Кочиш 20’ · Цибор 75’ |

| Победник Лиге шампиона 1960/61. |
| ------------------------------- |
| ФК Бенфика 1. титула            |

## Најбољи стрелац
11 голова
- Жозе Агуаш  (Бенфика )